# Lixophaga impatiens
Lixophaga impatiens är en tvåvingeart som först beskrevs av Charles Howard Curran 1925.  Lixophaga impatiens ingår i släktet Lixophaga och familjen parasitflugor.
Artens utbredningsområde är Manitoba. Inga underarter finns listade i Catalogue of Life.